# Capella del cementiri (Artés)
Capella del cementiri és una obra del municipi d'Artés (Bages) inclosa en l'Inventari del Patrimoni Arquitectònic de Catalunya.

## Descripció
Capella de dimensions reduïdes que ocupa un lloc central dins del cementiri municipal d'Artés. La capella, en el seu interior, és de planta octogonal, construïda en maó i arrebossada. L'edifici destaca per la seva simplicitat i simetria. A l'exterior s'hi produeix un joc de murs a base de combinar parets amb petits frontons amb d'altres, més entrades, i de forma triangular. Tanca l'edifici un tambor acabat en cúpula. La llum li ve donada per unes llargues i estretes finestres als murs triangulars, i uns altres finestres, en forma d'ull de bou, del tambor.
La simplicitat de l'edifici queda compensada pel joc de teulats i sobretot per les decoracions en terra cuita que s'hi troben.

## Història
El maig de 1939, el consistori recent format després de la guerra, va acordar aixecar un panteó per recordar als dotze artesencs "vilmente asesinados la noche del ocho de septiembre de 1936 por la horda roja". L'obra s'encarrega a l'arquitecte Manuel Sola Morales, i el 4 de setembre ja s'hi traslladaren les despulles.